# Roland Sedivy

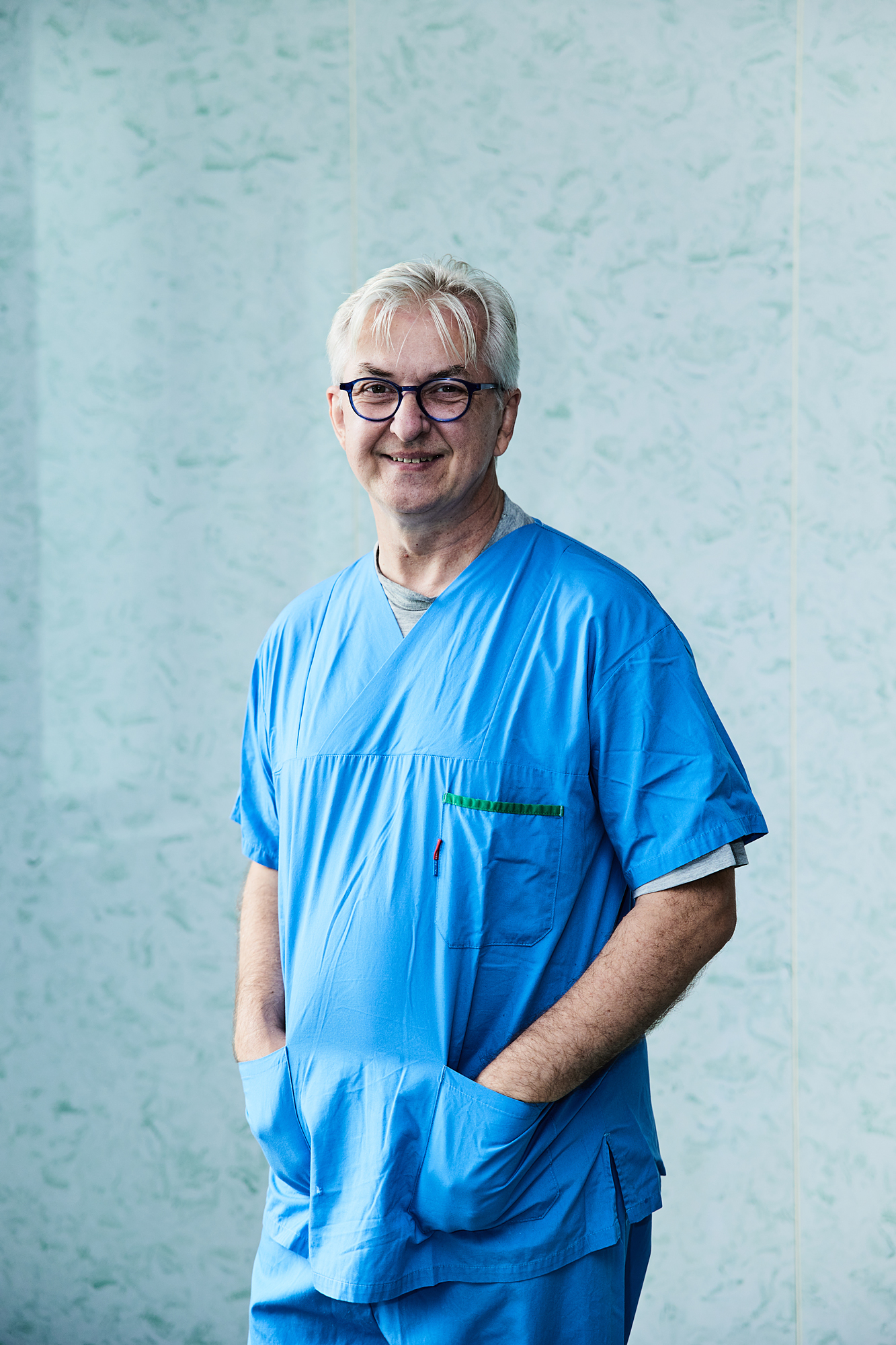
Roland Sedivy (2022)

Roland Sedivy (* 9. Mai 1963 in Wien) ist ein österreichischer Universitätsprofessor für Pathologie, Medizinrechtsexperte, Autor sowie Lebens- und Sozialberater. Sedivy war von 2007 bis 2016 Leiter der Klinischen Pathologie des Landesklinikums St. Pölten und bis 2019 stv. Chefarzt der Kantonspathologie Münsterlingen (Schweiz). Danach bis 2023 Vorstand des Instituts für Klinische Pathologie, Molekularpathologie und Mikrobiologie der Klinik Favoriten, dem früheren Kaiser Franz Josef-Spital, einem akademischen Lehrkrankenhaus der Medizinischen Universität Wien. Zeitgleich auch Vorstand des Institutes für Pathologie und Mikrobiologie der Klinik Landstraße (früher Rudolfstiftung). Außerdem war er von 2011 bis 2015 Vorstandsmitglied der Österreichischen Gesellschaft für Klinische Pathologie und Molekularpathologie. Als Universitätsprofessor war Sedivy an der Danube Private University in Krems im Fach Allgemeine Pathologie und Oralpathologie und an der Karl Landsteiner Universität in St. Pölten für Klinische Pathologie tätig. Seit 2019 lehrt Sedivy an der Sigmund Freud PrivatUniversität in Wien und wurde 2023 auf den Lehrstuhl für Klinische Pathologie und Molekularpathologie berufen.

## Leben
Sedivy studierte an der Universität Wien Medizin und promovierte zum Dr. med. univ. im Jahr 1990. Schon als Student arbeitete Sedivy am Institut für Tumorbiologie-Krebsforschung (ehm. Vorstand: Rolf Schulte-Hermann), wechselte nach der Promotion auf das Institut für Gerichtliche Medizin (ehem. interimistischer Vorstand: Georg Bauer), um danach seine Ausbildung Institut für Pathologische Anatomie und Histologie (ehem. Vorstand: Johann Heinrich Holzner) an der Medizinischen Universität Wien (MUW) zu absolvieren. Sedivy habilitierte 2002 an der Medizinischen Universität Wien und erhielt 2013 den Berufstitel „Universitätsprofessor“ nach weiteren wissenschaftlichen Publikationen nach der Verleihung der venia legendi und langjährig durchgeführter Lehre an der MUW. Zudem graduierte er zum Master of Legal Studies (MLS) in Medizinrecht an der Donauuniversität Krems. Bei Rotraud A. Perner wurde Sedivy als Lebens- und Sozialberater ausgebildet, um seine ärztlichen Trauergespräche für Hinterbliebene zu professionalisieren. Auch zu diesem, für einen Pathologen untypischen Thema hält Sedivy regelmäßig Vorträge, z. B. beim Berufsverband Österreichischer Psychologinnen und Psychologen (BÖP). Im Rahmen seiner Tätigkeit für Patienten und Angehörige verfasste er zudem Informationsbroschüren mit der NÖ-Patientenanwaltschaft und für das Universitätsklinikum St. Pölten.
Wissenschaftlich beschäftigte sich Sedivy mit Themen der Krebsforschung und mit der Anwendung der fraktalen Analyse sowie der Chaostheorie bei Tumoren. Mit der Habilitationsschrift „Anwendung der fraktalen Analyse und der nichtlinearen Dynamik in der Carcinogenese“ erhielt er die venia legendi. Später verlagerte sich der Schwerpunkt zur Medizingeschichte insbesondere der Geschichte von Krankheiten und der Pathologie. Er unterstützt dabei medizinhistorische Institutionen seit vielen Jahren in Form von Patenschaften im Josephinum Wien als auch als Forschungstätigkeit für die Pathologisch-Anatomischen Sammlung im Narrenturm, die heute zum Naturhistorischen Museum in Wien zählt.
Privat ist Sedivy zum zweiten Mal verheiratet, hat eine Tochter und lebt in Wien.
Als junger Facharzt begann er beim Projekt University Meets Public sein Fach an Volkshochschulen und weiterhin in Einzelvorträgen bei verschiedensten Veranstaltungen vorzustellen. Aus diesem Interesse Pathologie für Jedermann spürbar und begreifbar zu machen, entstanden auch eine Reihe von Sachbüchern. Um auch auf humoreske Weise sein Fach zu präsentieren, absolvierte Sedivy zwei Gastauftritte bei seinem Cousin Alexander Sedivy im Rahmen von dessen Bühnenshow „Blutbild“, wo er einmal mit Josef Hader die Bühne teilte: Echter Aufschneider meets Film-Aufschneider. Als Fachberater unterstützte Sedivy das Ensemble des Wiener Burgtheaters bei der Recherche für das Bühnenstück „Katharsis“ vom Regie-Duo Dead Centre, wo die Thematik des zur Schau gestellten Menschen inszeniert wird. Hierbei wird der Kampf von Josephine Soliman in Szene gesetzt, die die Haut ihres Vaters Angelo Soliman begraben wissen wollte. Nach seinem Tod wurde diese nämlich als Stopfpräparat im k.k. Hof-Naturalienkabinett ausgestellt.

## Schriften (Auswahl)

### Bücher/Broschüren
- Klinisch-Pathologisches Praktikum: Ein Leitfaden zur pathologisch-anatomischen Famulatur, Verlag Wilhelm Maudrich, 1998, ISBN 978-3-85175-699-9.
- Carl Freiherr von Rokitansky: Wegbereiter der Pathologischen Anatomie, Verlag Wilhelm Maudrich, 2001, ISBN 978-3-85175-764-4.
- Der Detektiv mit dem Mikroskop. Alltagsgeschichten eines Pathologen. Ueberreuter Wien, 2008, ISBN 978-3-8000-7343-6.
- Pathologie in Fallstudien: Historische Präparate neu betrachtet. Springer Wien, 2007, ISBN 978-3-211-30696-3.
- Arsen, Strychnin und Co. Giftattentate in Österreich. Ueberreuter Wien, 2008, ISBN 978-3-8000-7390-0.
- Rinderwahn und Lungenseuche. Alte und neue Rätsel der Pathologie. Seifert Verlag Wien, 2010, ISBN 978-3-902406-75-0.
- Pathologie, Transplantation, Begräbnis (PDF; 0,2 MB), 2009; gem. mit Belinda Jahn, Ratgeber der NÖ-Patientenanwaltschaft.
- Autopsie und Rechtspflege: Medizinrechtliche Aspekte der klinischen und sanitätspolizeilichen Obduktion, Grin Verlag, 2012.
- Das verlorene Du … - Informationsmappe für hinterbliebene Angehörige. Universitätsklinikum St. Pölten. NÖ Landesverlag. 2015.
- Das k.u.k. Verbrecheralbum. The Criminal Album of the Austro-Hungarian Monarchy. Vorwort von Karl Habsburg (gem. mit Walter Fuchs & Thomas Simon; Hrsg.: Kurt Frank) Frank Verlag Wien, 2020, ISBN 978-3-200-06642-7.
- Autopsie Leitfaden: Grundlagen der Totenbeschau und Obduktion. Facultas Wien, 2020, ISBN 978-3-7089-1885-3.
- Totenschau. Autopsie-Geschichten: Ungewöhnliche Erlebnisse eines Pathologen, Hirzel Verlag Stuttgart, 2023, ISBN 978-3-7776-3202-5.

### Buchbeiträge
- Carl von Rokitanskys Spuren in der Medizin des 21. Jahrhunderts. In: H. Rumpler, H. Denk (Hrsg.): Carl Freiherr von Rokitansky (1804–1878) Pathologe-Philosoph-Politiker. Gründer der Wiener Medizinischen Schule des 19. Jahrhunderts. Gedenkschrift zum 200. Geburtstag. Böhlau Verlag Wien, 2005, ISBN 978-3-205-77205-7.
- The Age of the Microscope. From Whole Body to Tissue and Cell. Austria and Germany. R. Sedivy; Russia. V. Zinserling. Chapter 8; R. Sedivy, J. v. d. Tweel. The GI-Tract and Exocrine Pancreas. Chapter 19; J. v. d. Tweel, R. Sedivy. The Endocrine System. Chapter 26; All in: From Magic to Molecules. An Illustrated History of Disease (eds: JG van den Tweel, J Gu, CR Taylor), Beijing University Press, 2016, ISBN 978-7-5659-1444-7.
- Pioneers in Pathology: Johann Kundrat (S 309-311); Karl Landsteiner (S. 322-327); Carl Sternberg (S. 493-496); Albrecht von Haller (S. 518-522); Carl von Rokitansky (S. 527-532). All in: Encyclopaedia of Pathology (Editor: J. G. van den Tweel; series Editor-in-chief: JHJH van Krieken). Springer International, 2017, ISBN 978-3-319-41994-7.
- Vienna’s hidden medicohistorical treasures: The Library Josephina, Hyrtl’s collection, and Billroth’s surgical specimen. (gem. mit Eduard Winter, Verena Hofecker, Harald Albrecht, Walter Feigl, Christiane Druml). In: Andreas Vesalius 500 years later (Eds. F. Zampieri, A. Zanatta, C. Basso, G. Thiene), Cleup Padua University Press, 2019, ISBN 978-88-6787-833-8.